# Sphinx formosana
Sphinx formosana är en fjärilsart som beskrevs av Riotte 1971. Sphinx formosana ingår i släktet Sphinx och familjen svärmare. Inga underarter finns listade i Catalogue of Life.